# Oxira rubifera
Oxira rubifera är en fjärilsart som beskrevs av Augustus Radcliffe Grote. Oxira rubifera ingår i släktet Oxira och familjen nattflyn. Inga underarter finns listade i Catalogue of Life.